# جمعية دراسة التثبيت الداخلي للكسور
جمعية دراسة التثبيت الداخلي للكسور (بالألمانية: Arbeitsgemeinschaft für Osteosynthesefragen واختصارها AO، بالإنجليزية: Association for the Study of Internal Fixation واختصارها ASIF) وتعرف عادة بالاسم المختصر AO، هي منظمة لا تهدف إلى الربح، الغرض من إنشائها تطوير أساليب علاج مصابي الكسور بالطرق الجراحية.
تأسست هذه المؤسسة في سويسرا سنة 1958، وهي تقيم دورات تدريبية في دول عديدة على طرق التثبيت الداخلي الجراحي للكسور باستخدام الشرائح والأساليب الجراحية الأخرى. كما يوجد قسم في الجمعية مختص بجراحة الوجه والفكين.

## وصلات خارجية
الموقع الرسمي للجمعية (بالإنجليزية)